# Raión de Lyuboml
Liúboml (en ucraniano: Любомльський район) fue un raión o distrito de Ucrania en el óblast de Volinia entre 1939 y 2020. En la reforma territorial de 2020, su territorio fue incluido en el raión de Kóvel.
Comprendía una superficie de 1481 km².
La capital era la ciudad de Liúboml.

## Subdivisiones
Hasta la década de 2010 comprendía la ciudad de importancia distrital de Liúboml, el asentamiento de tipo urbano de Holovné y 22 consejos rurales. Tras la reforma territorial de los años 2010, buena parte del raión se ha reorganizado en cuatro nuevas "comunidades territoriales unificadas" (hromada), una de ellas con capital en Liúboml, otra en Holovné y otras dos en los pueblos de Výshniv y Rivne. Siguen existiendo tres consejos rurales en el raión, con sede en los pueblos de Zachernetstsia, Zhorany y Jvórostiv. Hay un total de setenta localidades en el raión.

## Demografía
Según estimación 2010 contaba con una población total de 39785 habitantes.